# Мананмучаш
Мананмуча́ш (рос. Мананмучаш, марій. Манаҥмучаш) — присілок у складі Совєтського району Марій Ел, Росія. Входить до складу Алексієвського сільського поселення.

## Населення
Населення — 66 осіб (2010; 94 у 2002).
Національний склад (станом на 2002 рік):
- марі — 94 %